# Masacre en el Gran São Paulo en 2015
La masacre en la región metropolitana de São Paulo fue una masacre que involucró a agentes de policía en las ciudades de Osasco y Barueri y que resultó en la muerte de 17 personas, la noche del 13 de agosto de 2015. Las víctimas identificadas eran hombres de entre 16 y 41 años. Como resultado de los ataques, siete personas resultaron heridas.
Del total, quince homicidios ocurrieron en Osasco y tres en Barueri. Este hecho fue denominado "La mayor masacre del estado de São Paulo".
Inicialmente se incluyó en el conteo un asesinato ocurrido esa misma noche en la ciudad de Itapevi, sin embargo, tras la investigación policial, la Secretaría de Seguridad Pública afirmó que este caso no tenía relación con las agresiones.
El gobernador de São Paulo, Geraldo Alckmin (PSDB), informó que comenzó a ofrecer una recompensa de 50 mil reales a quien tuviera información para esclarecer los ataques. Esta recompensa es la mayor jamás ofrecida para resolver un crimen en São Paulo.
Denunciados por el Ministerio Público, tres policías militares y un guardia civil municipal de Barueri acudieron a un jurado popular en 2017 y 2018, siendo condenados a penas que en conjunto superaban los setecientos años de prisión. En recurso de apelación, el Tribunal de Justicia anuló las sentencias de dos imputados, quienes, en 2021, fueron absueltos en un nuevo jurado popular luego de que actuara el equipo del abogado João Carlos Campanini, uno de los mayores criminalistas especializados en la defensa de agentes públicos. en defensa del área de seguridad brasileña.
En 2023, tras la actuación de la defensa de los absueltos en el Órgano Especial del Tribunal de Justicia del Estado de São Paulo, el gobernador Tarcisio de Freitas reintegró al exmilitar en el PMESP.